# Вашингтон Хаскис (баскетбол)
«Вашингтон Хаскис» (англ. Washington Huskies) — баскетбольная команда, представляющая Вашингтонский университет в первом баскетбольном мужском дивизионе NCAA, конференция Pacific-12. Располагается в Сиэтле (штат Вашингтон). Домашние игры проводит на «Alaska Airlines Arena at Hec Edmundson Pavilion» (сокращённо «Hec Edmundson Pavilion» и «Hec Ed»). Лучшее достижение третье место в 1953 году.

## История
Хаски была выбрана в качестве университетского талисмана студенческим комитетом в 1923 году. Она заменила «Солнечного Доджера» (Sun Dodger) — абстрактная ссылка на местную погоду. Маскот Хаски Гарри выступает на спортивных и специальных мероприятиях, а живой аляскинский маламут традиционно возглавляет футбольную команду Вашингтонского университета на поле в начале игр. Университетские цвета, фиолетовый и золотой, были приняты в 1892 году студенческим голосованием. Выбор, по-видимому, был вдохновлён первой стансой «Поражения Сеннахирима» лорда Байрона:
Ассириец спустился, как волк на впадину,
И его воины сверкали фиолетовым и золотым;
И блеск их копьев был как звёзды на море,
Когда синяя волна катится ночью по глубокой Галилее.

В январе 2011 года университет объявил о планах создания нового межвузовского баскетбольного учебного заведения. Проект включает в себя предварительное исследование для баскетбольного учебного заведения на сумму 62 млн долларов для мужских и женских баскетбольных программ, которые будут расположены вблизи «Alaska Airlines Arena». Объём работ может включать в себя перемещение и замену существующих межвузовских спортивных объектов, связанных с новым проектом. Предварительное исследование будет включать в себя программирование, альтернативы, концепции дизайна, сметы расходов и другое.
Лучшим достижением «Хаскис» стало третье место в 1953 году, они также становились победителями турнира конференции в 2005, 2010 и 2011 годах и победителями регулярного чемпионата конференции 1911, 1914, 1915, 1929, 1931, 1934, 1943, 1944, 1948, 1951, 1953, 1984, 1985, 2009 и 2012 годов.
С 2002 по 2017 год командой руководил Лорензо Ромар, которого сменил Майк Хопкинс.

## Награды
Обладатели наград конференции из «Вашингтон Хаскис» по состоянию на 2018 год.

### Тренер года
- 1982 — Марв Харшман
- 1984 — Марв Харшман
- 1996 — Боб Бендер
- 2005 — Лорензо Ромар
- 2009 — Лорензо Ромар
- 2012 — Лорензо Ромар
- 2018 — Майк Хопкинс
- 2019 — Майк Хопкинс

#### Новичок года
- 1984 — Кристиан Вельп
- 1988 — Майк Хэйуорд
- 1992 — Марк Поуп
- 2009 — Айзея Томас
- 2012 — Тони Ротен

#### Защитник года
- 2018 — Матисс Тайбюль
- 2019 — Матисс Тайбюль

#### Игрок года в конференции
- 1986 — Кристиан Вельп
- 2006 — Брэндон Рой
- 2019 — Джейлен Науэлл

## Команда века
Баскетбольная команда столетия Вашингтонского университета была выбрана голосованием болельщиков в 2002 году. Фанаты «Хаскис» заполняли бюллетени, посещая игры в «Hec Edmundson Pavilion» и голосуя на веб-сайте университета. Наибольшее количество голосов получили Детлеф Шремпф, опередив Тодда МакКаллоха и Боба Хубрегса.
- Бруно Боин, центровой (1956-57, 1959)
- Кристиан Вельп, центровой (1984—1987)
- Детлеф Шремпф, форвард (1982-85)
- Честер Дорси, защитник (1974-77)
- Джордж Ирвайн, форвард (1968-70)
- Тодд МакКаллох, центровой (1996—1999)
- Джек Николс, центровой (1944, 1947-48)
- Элдридж Рекаснер, защитник (1987-90)
- Марк Сэнфорд, форвард (1994—1997)
- Стив Хоус, центровой (1970-72)
- Боб Хубрегс, центровой (1951-53)
- Джеймс Эдвардс, центровой (1974-77)

## Бывшие «Хаски» и звёзды НБА
- Ральф Бишоп (1933—1936) — участвовал в летних Олимпийских играх 1936 года, завоевав Золотую медаль.
- Джон Брокман (2005—2009) — последнее время играет в Европе[10].
- Кристиан Вельп (1983—1987) — лучший новичок 1984 года в конференции Pacific-10, ставший рекордсменом «Хаскис» за всё время, играл в НБА с 1987 по 1999 годы[11].
- Чарльз Дадли (1970—1972) — набирал 5,3 очка в среднем за игру и стал чемпионом НБА с «Голден Стэйт Уорриорз» в 1975 году.
- Фил Зевенберген (1985—1987) — провёл один сезон за «Сан-Антонио Спёрс».
- Маркес Крисс (2015—2016) — был выбран на драфте НБА 2016 года под 8-м номером клубом «Сакраменто Кингз» и обменян в «Финикс Санз».
- Тодд МакКаллох (1995—1999) — сыграл 4 сезона в НБА и закончил карьеру из-за заболевания Шарко-Мари-Туса.
- Деджанте Мюррей (2015—2016) — был выбран на драфте НБА 2016 года под 29-м номером клубом «Сан-Антонио Спёрс».
- Луи Нельсон (1970—1973) — был выбран на драфте НБА 1973 года под 19-м номером и отыграл в лиге 7 лет.
- Джек Николс (1943—1944, 1946—1948) — набирал 5,245 очка в среднем за игру и стал чемпионом НБА с «Бостоном» в 1957 году.
- Куинси Пондекстер (2006—2010) — был выбран на драфте НБА 2010 года под 26-м номером. С 2017 года выступает за «Чикаго Буллз».
- Нейт Робинсон (2002—2005) — победитель конкурса по броскам сверху в 2006, 2009 и 2010 годах. 10 лет провёл в НБА, с 2017 года играет в Венесуэле.
- Брэндон Рой (2002—2006) — лучший новичок НБА 2007 года, трижды участник матча всех звёзд НБА. Его карьера в НБА закончилась в 2012 году из-за травмы колена.
- Лорензо Ромар (1978—1980) — провёл 5 лет в НБА. Главный тренер «Хаскис» с 2002 по 2017 годы.
- Терренс Росс (2010—2012) — был выбран на драфте НБА 2012 года под 8-м номером клубом «Торонто Рэпторс», за который играл до 2017 года, пока не перешёл в «Орландо Мэджик». Победитель Слэм-данк контеста 2013 года.
- Тони Ротен (2011—2012) — был выбран на драфте НБА 2012 года под 25-м номером клубом «Мемфис Гриззлис». На начало сезона 2017/18 являлся свободным агентом.
- Марк Сэнфорд (1994—1997) — самый быстрый первокурсник набравший 500 очков в истории университета, сделав это всего за 32 игры. был выбран на драфте НБА 1997 года под 31-м номером «Майами Хит» и провёл в лиге 3 года.
- Айзея Томас (2008—2011) — был выбран на драфте НБА 2011 года под 60-м номером клубом «Сакраменто Кингз», дважды участник матча всех звёзд НБА. С 2017 года выступает за «Кливленд Кавальерс».
- Си-Джей Уилкокс (2010—2014) — был выбран на драфте НБА 2014 года под 28-м номером «Лос-Анджелес Клипперс». С 2017 года выступает за «Портленд Трэйл Блэйзерс».
- Маркелл Фульц (2016—2017) — был выбран на драфте НБА 2017 года под 1-м номером «Филадельфия Севенти Сиксерс».
- Ларс Хансен (1972—1976) — провёл 15 игр за «Сиэтл Суперсоникс» в чемпионском для команде сезоне 1978/79. В 2006 году введён в Зал славы баскетбола Канады.
- Билл Хансон (1959—1962) — первый «хаски», ставший лучшим по подборам в конференции.
- Спенсер Хоус (2006—2007) — племянник Стива Хоуса. Был выбран на драфте НБА 2007 года под 10-м номером клубом «Сакраменто Кингз».[12] На начало сезона 2017/18 являлся свободным агентом.
- Стив Хоус (1969—1972) — дядя Спенсера Хоуса. Провёл 10 сезонов в НБА.
- Джастин Холидей (2007—2011) — не был выбран на драфте НБА 2011 года. Чемпион НБА 2015 года в составе «Голден Стэйт Уорриорз». С 2017 года выступает за «Чикаго Буллз».
- Боб Хубрегс (1950—1953) — набирал 9,3 очка в среднем за игру. В 1987 году введён в Зал славы баскетбола, а в 2000 году — в Зал славы баскетбола Канады.
- Детлеф Шремпф (1981—1985) — трижды участник матча всех звёзд НБА и дважды лучший шестой игрок НБА.
- Джеймс Эдвардс (1973—1977) — набирал 14,862 очка и 6,004 подбора в среднем за игру. Трижды чемпион НБА.

## Закреплённые номера
| Закреплённые номера «Вашингтон Хаскис» |             |      |                |
| №                                      | Игрок       | Поз. | Годы в команде |
| 2                                      | Айзея Томас | РЗ   | 2008-2011      |
| 3                                      | Брэндон Рой | АЗ   | 2002-2006      |
| 25                                     | Боб Хубрегс | ТФ/Ц | 1950-1953      |

## В популярной культуре
Мужская баскетбольная команда «Вашингтон Хаскис» появляется в фильме 1997 года «Шестой игрок» с вымышленным составом, частью которого являются главные герои картины, братья Кенни (Марлон Уэйанс) и Антуан Тайлеры (Кадим Хардисон). Большая часть фильма была снята в «Hec Edmundson Pavilion» и вокруг кампуса.

## Достижения
- Чемпион NCAA: —
- Финалист NCAA: —
- Полуфиналист NCAA: 1953
- Четвертьфиналист NCAA: 1943, 1951, 1953
- Участие в NCAA: 1943, 1948, 1951, 1953, 1976, 1984, 1985, 1986, 1998, 1999, 2004, 2005, 2006, 2009, 2010, 2011, 2019
- Победители турнира конференции: 2005, 2010, 2011
- Победители регулярного чемпионата конференции: 1911, 1914, 1915, 1929, 1931, 1934, 1943, 1944, 1948, 1951, 1953, 1984, 1985, 2009, 2012, 2019